# حماة الياقوت
الحماة الياقوت (بالإنجليزية: Stone Protectors) هو مسلسل رسوم متحركة أمريكي عرض لأول مره في عام 1993 ويتكون من 13 حلقة وتمت دبلجة المسلسل للغة العربية بواسطة مركز الزهرة وعرض لأول مرة على قناة سبيس تون  في عام 2000.

## روابط خارجية
- حماة الياقوت على موقع IMDb (الإنجليزية)
- حماة الياقوت على موقع كينوبويسك (الروسية)
- حماة الياقوت على موقع قاعدة بيانات الفيلم (الإنجليزية)